# クレマカタラーナ

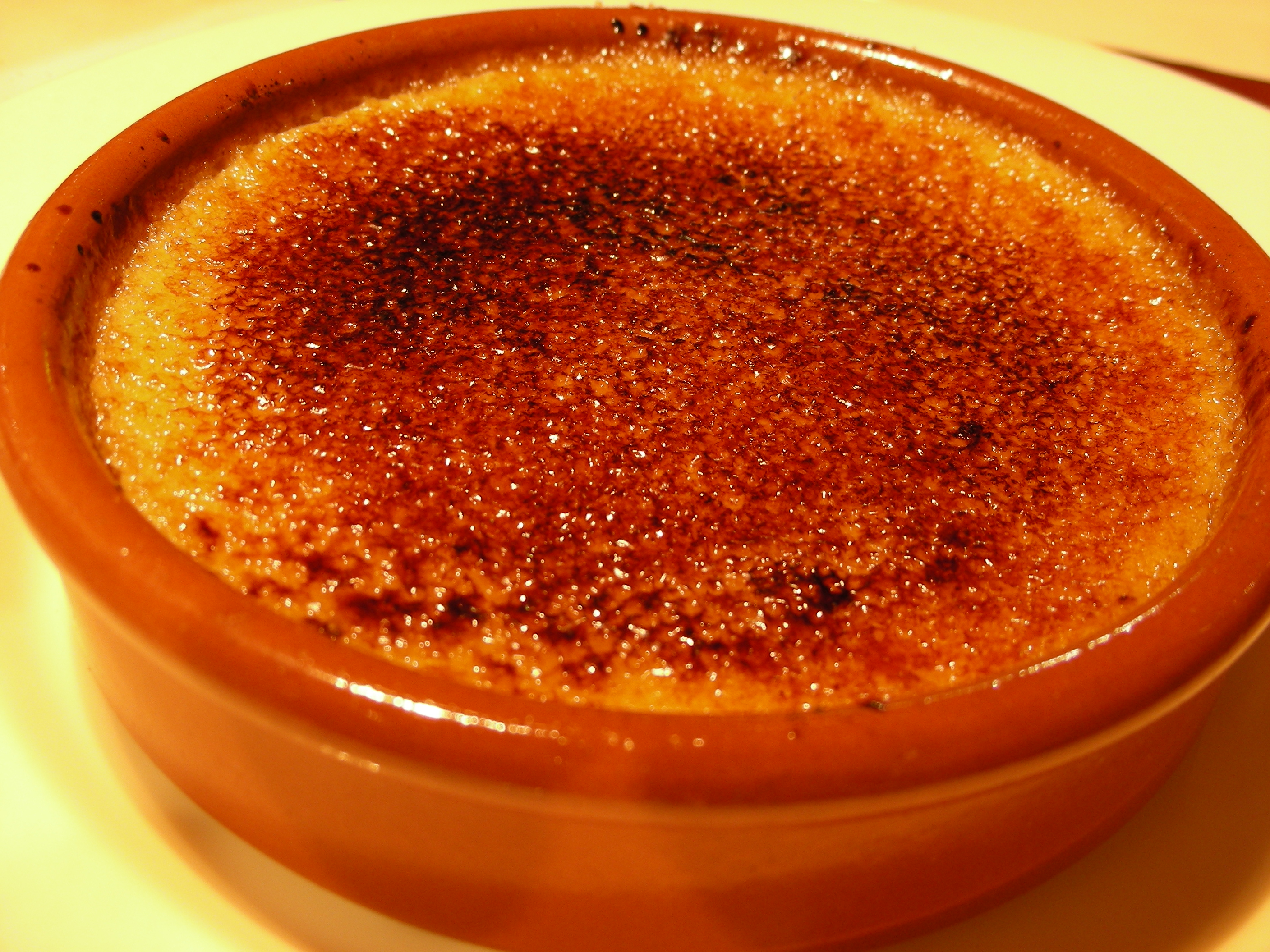
クレマカタラーナ

クレマカタラーナ（スペイン語: crema catalana）は、別名をクレマ・デ・サント・ジョゼプ（カタルーニャ語: Crema de Sant Josep）またはクレマ・クレマーダ (Crema cremada) ともいう、クレームブリュレによく似たカタルーニャ地方の洋菓子である。カスタードの上にパリパリしたカラメルがトッピングされている。通常、3月19日の聖ヨセフの日に食べられる。カスタードは卵黄と牛乳またはクリーム、小麦粉から作られ、砂糖、オレンジの皮、シナモンで味付けされている。食べる直前に冷やしたカスタードの上に砂糖をまぶし、バーナーで炙ることで、冷たく軟らかいカスタードの上に熱いパリパリしたカラメルの層ができる。バーナーが発明される以前は、サラマンドラという鉄製の火ごてをよく熱して砂糖の上にかざすことでカラメルを作っていた。
クレームブリュレの起源を主張する地域はたくさんあるが、カタルーニャ人も、クレマカタラーナはフランスのクレームブリュレの祖先であると主張する。2つの主な違いは、クレマカタラーナはクレームブリュレのように湯煎が行われないことである。また、クレームブリュレが主にクリームと牛乳の両方を使って作られるのに対し、クレマカタラーナは牛乳だけを使って作られる。